# لويس روزنبرغ
لويس روزنبرغ (بالإنجليزية: Louis Rosenberg)‏ هو محامي وقاضي أمريكي، ولد في 5 يوليو 1898 في بيفير فولز في الولايات المتحدة، وتوفي في 2 يوليو 1999.